# Cattleya loddigesii
Cattleya loddigesii là một loài lan trong chi Cattleya.
A comparison between C. harrisoniana and C. loddigesii Lưu trữ ngày 14 tháng 7 năm 2011 tại Wayback Machine
 Tư liệu liên quan tới Cattleya loddigesii tại Wikimedia Commons

## Hình ảnh

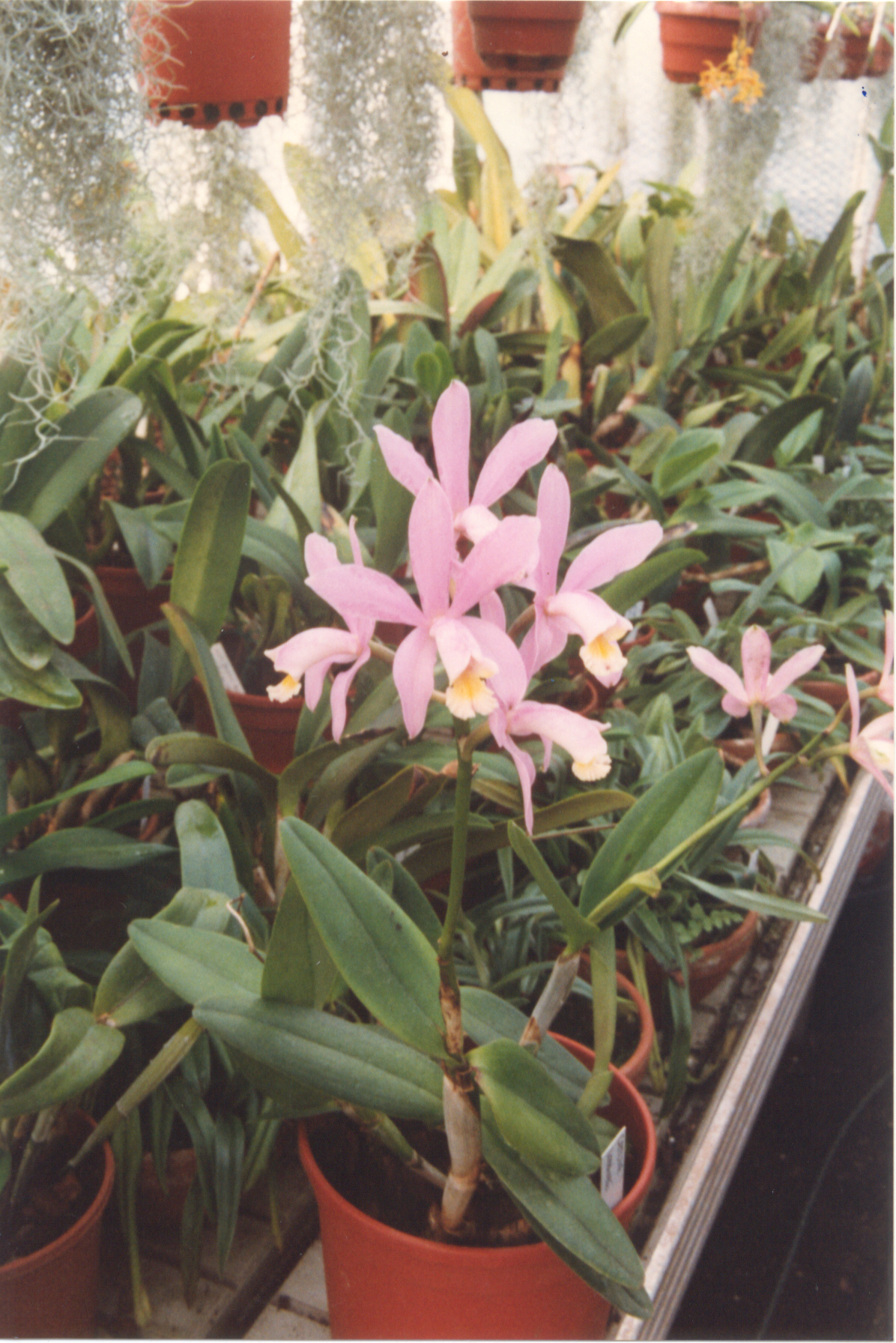
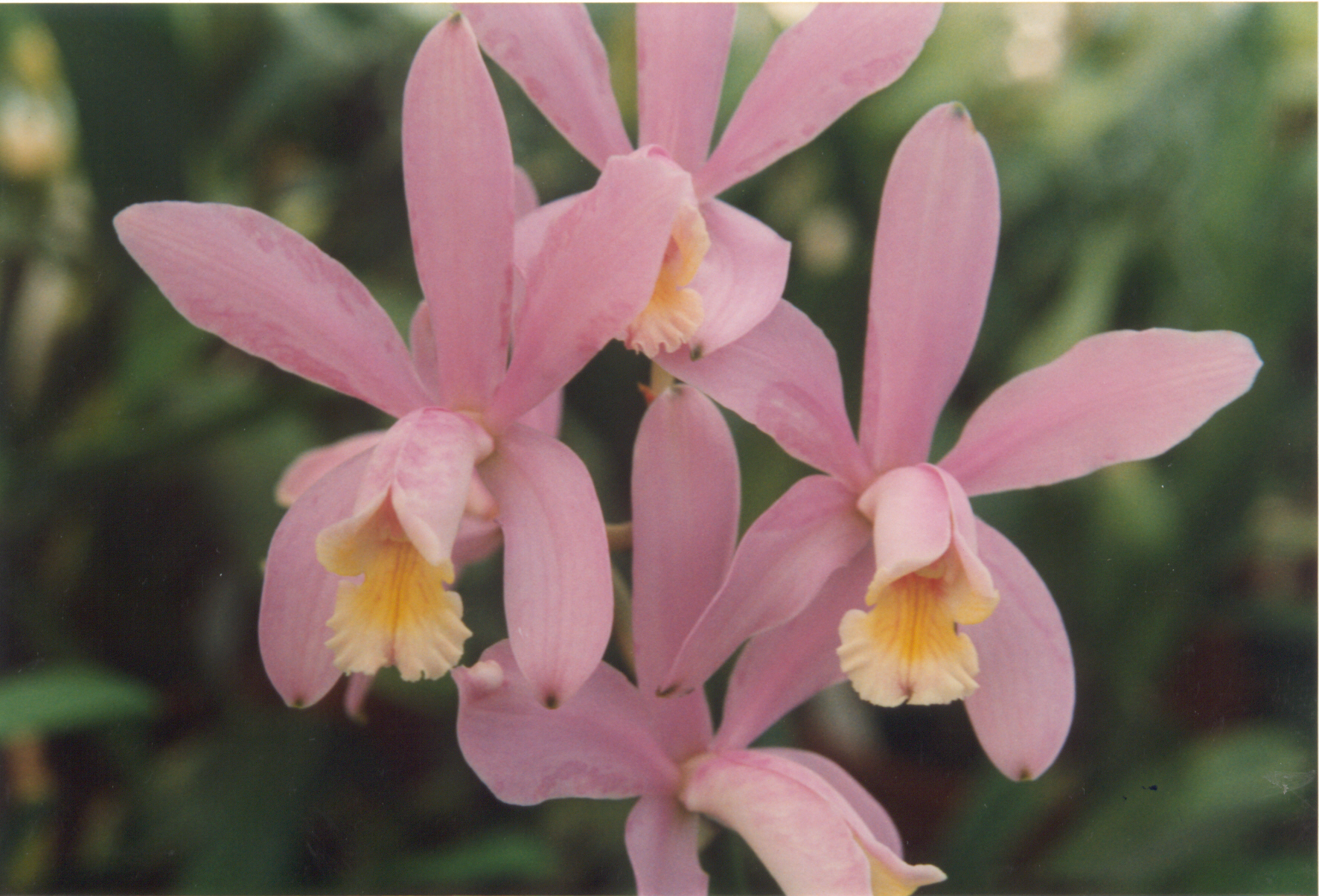
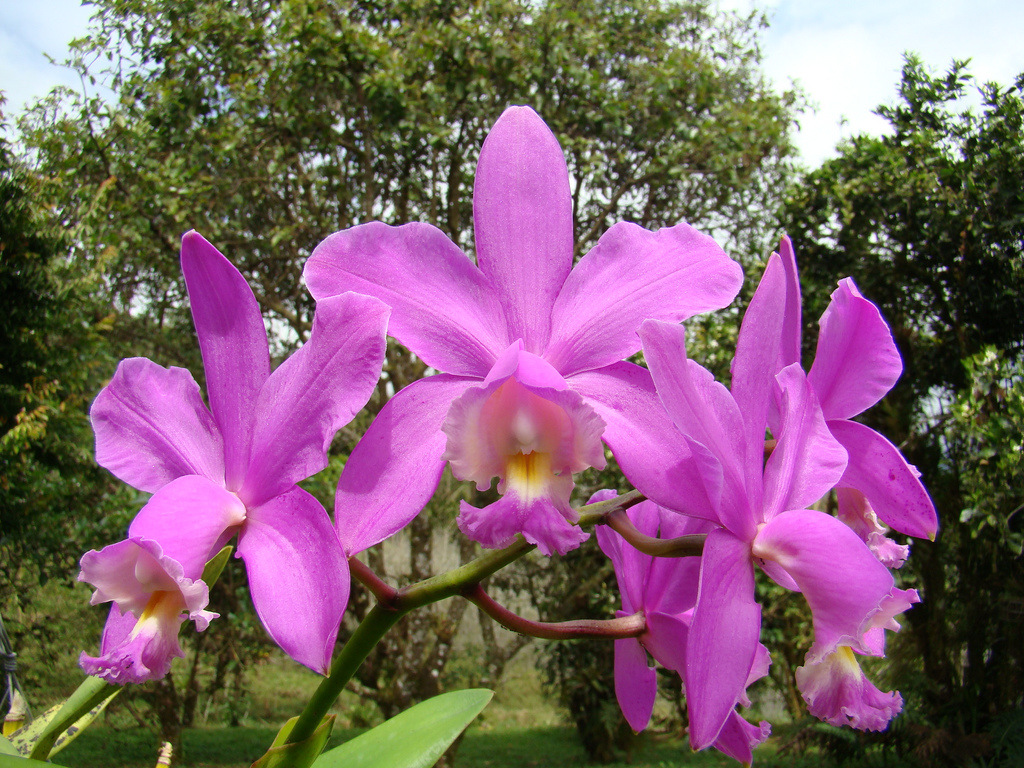
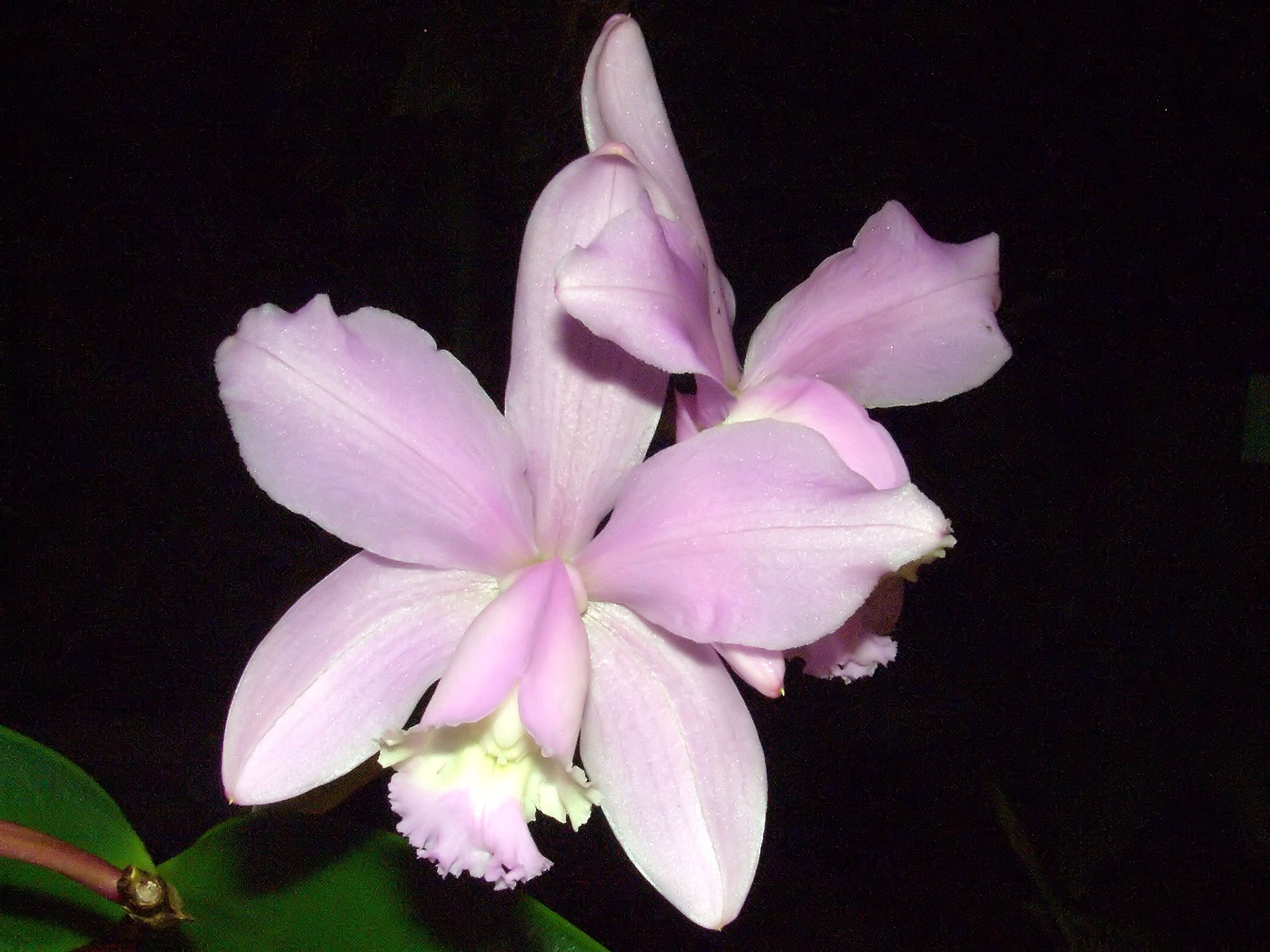